# Mariano Arrate
Mariano Arrate Esnaola (San Sebastián, 12 de agosto de 1892 - 24 de dezembro de 1963) foi um futebolista profissional espanhol, medalhista olímpico.
Mariano Arrate  representou seu país nos Jogos Olímpicos de Verão de 1920, na Antuérpia, ganhando a medalha de prata.